# Austrolebias ibicuiensis
Austrolebias ibicuiensis är en fiskart som först beskrevs av Costa, 1999.  Austrolebias ibicuiensis ingår i släktet Austrolebias och familjen Rivulidae. Inga underarter finns listade.